# Parlamento Regional de Mecklemburgo-Pomerania Occidental
El Parlamento Regional de Mecklemburgo-Pomerania Occidental es el parlamento estatal (Landtag) del estado federado alemán de Mecklemburgo-Pomerania Occidental. El parlamento fue establecido en 1946 y suprimido en 1952, luego de que el estado de Mecklemburgo-Pomerania Occidental fuese suprimido debido a su pertenencia a la República Democrática Alemana (RDA). Se restableció en 1990 tras la reunificación alemana.
Se reúne en el Palacio de Schwerin y en la actualidad se compone de 79 miembros. El gobierno actual consiste en una coalición entre el Partido Socialdemócrata de Alemania y Die Linke, en apoyo al gabinete de la Ministra-Presidenta Manuela Schwesig.
Las principales funciones del Landtag son la elección del Ministro-Presidente y la aprobación de leyes que controlan el gobierno del estado.

## Composición actual

### Resultado electoral
| Elecciones estatales de Mecklemburgo-Pomerania Occidental de 2021 |                           |                  |         |         |           |           |
| Candidaturas                                                      | Candidaturas              | Candidato        | Votos   | Votos   | Diputados | Diputados |
|                                                                   | Partido Socialdemócrata   | Manuela Schwesig | 361 769 | 39,59 % | 34        | 8         |
|                                                                   | Alternativa para Alemania | Nikolaus Kramer  | 152 775 | 16,72 % | 14        | 4         |
|                                                                   | Unión Demócrata Cristiana | Michael Sack     | 121 566 | 13,30 % | 12        | 4         |
|                                                                   | La Izquierda              | Simone Oldenburg | 90 881  | 9,94 %  | 9         | 2         |
|                                                                   | Alianza 90/Los Verdes     | Anne Shepley     | 57 554  | 6,30 %  | 5         | 5         |
|                                                                   | Partido Democrático Libre | René Domke       | 52 963  | 5,80 %  | 5         | 5         |
| Fuente: Parlamento de Mecklemburgo-Pomerania Occidental           |                           |                  |         |         |           |           |

Las últimas elecciones, celebradas en 2021, se llevaron a cabo utilizando un sistema de representación proporcional, con un mínimo del 5% de los votos para recibir escaños.

### Órganos del Parlamento en la VIII legislatura

#### La Mesa
| Cargo                                                   | Titular              | Lista |
| ------------------------------------------------------- | -------------------- | ----- |
| Presidenta                                              | Birgit Hesse         | SPD   |
| Vicepresidenta primera                                  | Beate Schlupp        | CDU   |
| Vicepresidenta segunda                                  | Elke-Annette Schmidt | Linke |
| Fuente: Parlamento de Mecklemburgo-Pomerania Occidental |                      |       |

#### Grupos parlamentarios
| Grupo parlamentario                                     | Grupo parlamentario                                    | Integrantes                  | Líder                       | Portavoz                    | Escaños |
| ------------------------------------------------------- | ------------------------------------------------------ | ---------------------------- | --------------------------- | --------------------------- | ------- |
|                                                         | Sozialdemokratische Partei Mecklenburg-Vorpommern      | Partido Socialdemócrata      | Manuela Schwesig            | Philipp da Cunha            | 34      |
|                                                         | Alternative für Deutschland Mecklenburg-Vorpommern     | Alternativa para Alemania    | Nikolaus Kramer             | Thore Stein                 | 13      |
|                                                         | Christlich Demokratischen Union Mecklenburg-Vorpommern | Unión Demócrata Cristiana    | Daniel Peters               | Sebastian Ehlers            | 12      |
|                                                         | Die Linke Mecklenburg-Vorpommern                       | La Izquierda                 | Simone Oldenburg            | Torsten Koplin              | 9       |
|                                                         | Bündnis 90/Die Grünen Mecklenburg-Vorpommern           | Alianza 90/Los Verdes        | Constanze Oehlrich          | Jutta Wegner                | 5       |
|                                                         | Freie Demokratische Partei Mecklenburg-Vorpommern      | Partido Democrático Libre    | René Domke                  | David Wulff                 | 5       |
|                                                         | No inscritos                                           | Ex-Alternativa para Alemania | Eva Maria Schneider-Gärtner | Eva Maria Schneider-Gärtner | 1       |
| Fuente: Parlamento de Mecklemburgo-Pomerania Occidental |                                                        |                              |                             |                             |         |

#### Comisiones
| Comisiones del Parlamento de Mecklemburgo-Pomerania Occidental                |             |                           |                            |
| Comisión                                                                      | Presidencia | Presidencia               | Vicepresidencia            |
| Comisiones permanentes                                                        |             |                           |                            |
| Acción Climática, Agricultura y Medio Ambiente                                |             | Sylva Rahm-Präger         | Thomas Diener              |
| Asuntos Económicos, Infraestructuras, Energía, Turismo y Trabajo              |             | Martin Schmidt            | Rainer Albrecht            |
| Asuntos Jurídicos                                                             |             | Michael Noetzel           | Robert Northoff            |
| Asuntos Sociales, Salud y Deporte                                             |             | Katy Hoffmeister          | Christine Klingohr         |
| Ciencia y Europa                                                              |             | Paul-Joachim Timm         | Beatrix Hegenkötter        |
| Educación                                                                     |             | Andreas Butzki            | Nadine Julitz              |
| Finanzas                                                                      |             | Tilo Gundlack             | Enrico Schult              |
| Interior, Construcción y Digitalización                                       |             | Ralf Mucha                | Jan-Phillip Tadsen         |
| Peticiones                                                                    |             | Thomas Krüger             | Dirk Bruhn                 |
| Comisiones por ley                                                            |             |                           |                            |
| Actividades de la NSU y otras Estructuras Terroristas de Derecha y Militancia |             | Martina Tegtmeier         | Paul-Joachim Timm          |
| Protección del Clima y la Conservación de la Naturaleza                       |             | Sebastian Ehlers          | Philipp da Cunha           |
| Responsabilidad de los Hospitales Universitarios                              |             | Thomas de Jesus Fernandes | Torsten Koplin             |
| Comisiones de control parlamentario                                           |             |                           |                            |
| Control Parlamentario                                                         |             | Philipp da Cunha          | Michael Noetzel            |
| Seguridad Pública y Orden Público                                             |             | Martina Tegtmeier         | Ann Christin von Allwörden |
| Fuente: Parlamento Regional de Mecklemburgo-Pomerania Occidental              |             |                           |                            |

## Histórico de resultados y distribución de escaños
|  | 90,0 % |

| 45  | 3   | 11  | 31  |
| SED | Vdg | LDP | CDU |

|  | 99,2 % |

| 18  | 4  | 10 | 6   | 4   | 6   | 7   | 4  | 3   | 5   | 11  | 12  |
| SED | KG | FD | DBD | Vdg | FDJ | DFD | KB | VVN | NDP | LDP | CDU |

|  | 64,7 % |

| 12  | 21  | 4   | 29  |
| PDS | SPD | FDP | CDU |

|  | 72,9 % |

| 18  | 23  | 30  |
| PDS | SPD | CDU |

|  | 79,4 % |

| 20  | 27  | 24  |
| PDS | SPD | CDU |

|  | 70,6 % |

| 13  | 33  | 25  |
| PDS | SPD | CDU |

|  | 59,1 % |

| 13  | 23  | 7   | 22  | 6   |
| PDS | SPD | FDP | CDU | NPD |

|  | 51,5 % |

| 14    | 27  | 7     | 18  | 5   |
| Linke | SPD | Grüne | CDU | NPD |

|  | 61,9 % |

| 11    | 26  | 16  | 18  |
| Linke | SPD | CDU | AfD |

|  | 70,8 % |

| 9     | 34  | 5     | 5   | 12  | 14  |
| Linke | SPD | Grüne | FDP | CDU | AfD |

## Presidentes del Landtag
| Legislatura                                        | N.º | Fotografía               | Presidente/a del Landtag                           | Inicio del mandato       | Fin del mandato                            | Duración del mandato       | Vicepresidentes/as                          |
| -------------------------------------------------- | --- | ------------------------ | -------------------------------------------------- | ------------------------ | ------------------------------------------ | -------------------------- | ------------------------------------------- |
| I (1946)                                           | 1.º |                          | Carl Moltmann                                      | 20 de octubre de 1946    | 3 de noviembre de 1950                     | 5 años, 9 meses y 3 días   | Reinhold Lobedanz Kurt Kröning Herta Geffke |
| II (1950)                                          | 1.º | 3 de noviembre de 1950   | Carl Moltmann                                      | 23 de julio de 1952      | Reinhold Lobedanz Kurt Kröning Karl Loos   | 5 años, 9 meses y 3 días   |                                             |
| Supresión de los parlamentos estatales (1952-1990) |     |                          |                                                    |                          |                                            |                            |                                             |
| I (1990)                                           | 2.° |                          | Rainer Prachtl Miembro por Neubrandenburg I        | 14 de octubre de 1990    | 16 de octubre de 1994                      | 7 años, 11 meses y 13 días | Rolf Eggert Stefanie Wolf                   |
| II (1994)                                          | 2.° | 16 de octubre de 1994    | Rainer Prachtl Miembro por Neubrandenburg I        | 27 de septiembre de 1998 | Manfred Rißmann Johann Scheringer          | 7 años, 11 meses y 13 días |                                             |
| III (1998)                                         | 3.º |                          | Hinrich Kuessner Miembro por Lista estatal         | 27 de septiembre de 1998 | 22 de septiembre de 2002                   | 3 años, 11 meses y 25 días | Renate Holznagel Gabriele Schulz            |
| IV (2002)                                          | 4.ª |                          | Sylvia Bretschneider Miembro por Neubrandenburg II | 22 de septiembre de 2002 | 17 de septiembre de 2006                   | 16 años, 7 meses y 6 días  | Renate Holznagel Andreas Bluhm              |
| V (2006)                                           | 4.ª | 17 de septiembre de 2006 | Sylvia Bretschneider Miembro por Neubrandenburg II | 4 de septiembre de 2011  | Renate Holznagel Andreas Bluhm Hans Kreher | 16 años, 7 meses y 6 días  |                                             |
| VI (2011)                                          | 4.ª | 4 de septiembre de 2011  | Sylvia Bretschneider Miembro por Neubrandenburg II | 4 de octubre de 2016     | Beate Schlupp Regine Lück Silke Gajek      | 16 años, 7 meses y 6 días  |                                             |
| VII (2016)                                         | 4.ª | 4 de octubre de 2016     | Sylvia Bretschneider Miembro por Neubrandenburg II | 28 de abril de 2019      | Beate Schlupp Mignon Schwenke              | 16 años, 7 meses y 6 días  |                                             |
| VII (2016)                                         | 5.ª |                          | Birgit Hesse Miembro por Nordwestmecklenburg I     | 28 de abril de 2019      | Beate Schlupp Mignon Schwenke              | 26 de octubre de 2021      | 6 años, 3 meses y 4 días                    |
| VIII (2021)                                        | 5.ª | 26 de octubre de 2021    | Birgit Hesse Miembro por Nordwestmecklenburg I     | En el cargo              | Beate Schlupp Elke-Annette Schmidt         |                            | 6 años, 3 meses y 4 días                    |